# Юрген Гойн
Юрген Гойн (нім. Jürgen Heun, нар. 26 травня 1958, Гюнтерслебен-Вехмар) — східнонімецький футболіст, що грав на позиції нападника.
Виступав протягом усієї кар'єри за клуб «Рот Вайс» (Ерфурт), а також національну збірну НДР.

## Клубна кар'єра
У дорослому футболі дебютував 1976 року виступами за команду «Рот Вайс» (Ерфурт), кольори якої і захищав протягом усієї своєї кар'єри гравця, що тривала цілих вісімнадцять років. Більшість часу, проведеного у складі «Рот Вайс», був основним гравцем атакувальної ланки команди і став одним з найуспішніших бомбардирів в історії Оберліги НДР, в якій до зникнення турніру по завершенні сезону 1990/91 забив 114 голів у 341 матчах за «червоно-білих».
Посівши третє місце у сезоні 1990/91, «Рот Вайс» був включений до Другої Бундесліги об'єднаної Німеччини та кваліфікувався до Кубку УЄФА. У єврокубку команда у першому раунді пройшла «Гронінген» (1:0, 1:0), але в наступному зазнала невдачі від майбутнього переможця турніру «Аякса» (1:2, 0:3), а у внутрішніх змаганнях результат був невтішнішим — «Рот Вайс» з 33-річним Юргеном Гойном, який забив 7 голів у 29 іграх чемпіонату, посіли останнє місце і вилетіли до третього дивізіону.
Після сезону 1992/93, в якому Гойн забив 10 голів у 30 іграх чемпіонату, він завершив ігрову кар'єру, покинувши клуб після 25 років перебування в ньому. Загалом в чемпіонатах НДР та Німеччини Гойн провів за клуб рівно 400 ігор та забив 131 гол. Обидва значення є клубним рекордом «Рот-Вайса». У 2000 році Юрген Гойн був визнаний найкращим футболістом століття у клубі.
По завершенні ігрової кар'єри працював тренером кількох аматорських німецьких клубів.

## Виступи за збірну
Виступав за юнацьку, молодіжну та олімпійську збірні НДР.
7 травня 1980 року дебютував в офіційних матчах у складі національної збірної НДР в товариській грі проти СРСР (2:2)
Загалом протягом кар'єри у національній команді, яка тривала 6 років, провів у її формі 17 матчів, забивши 4 голи.